# Calçador

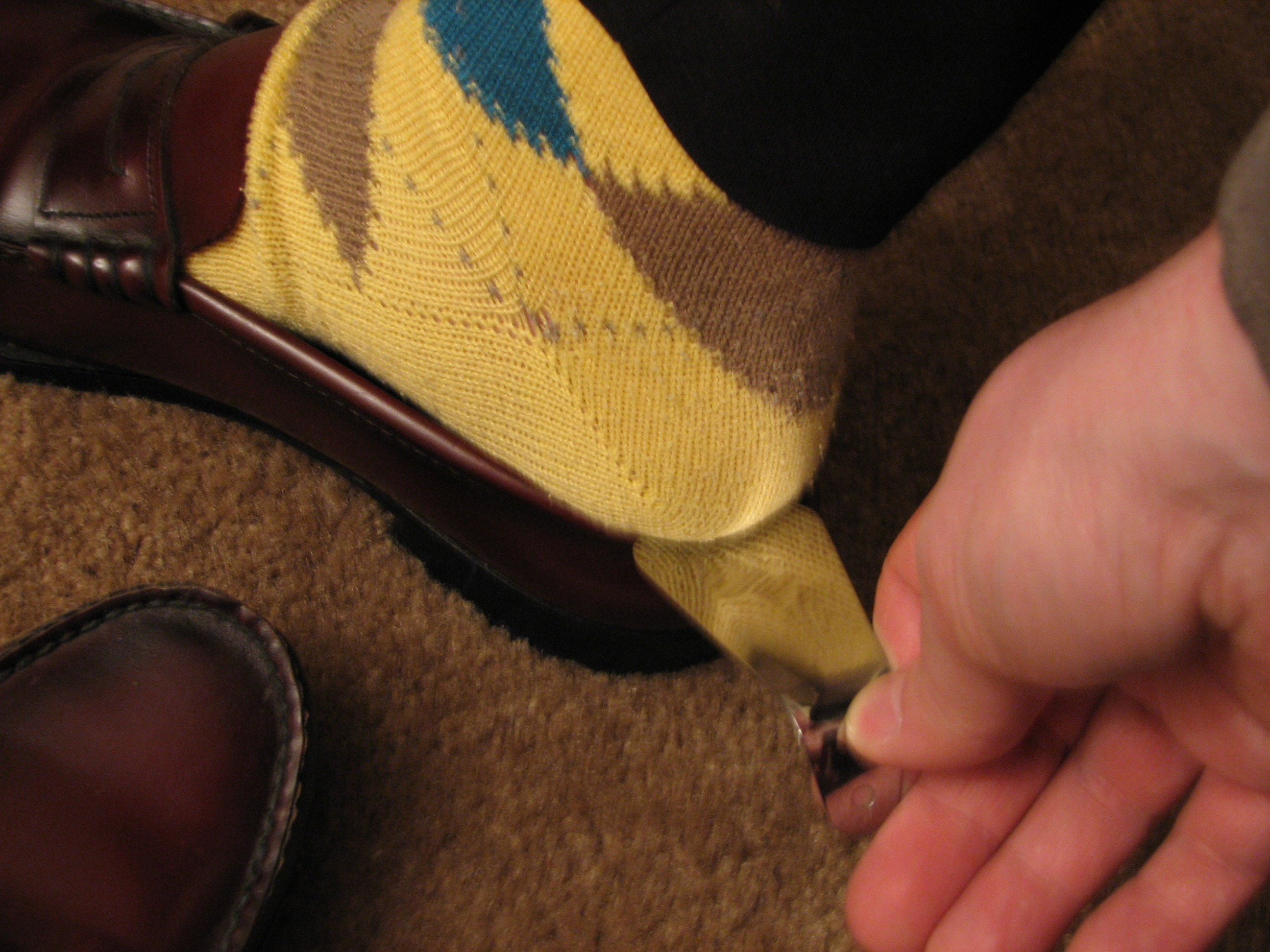
Usant un calçador per a posar-se una sabata

Un calçador és un estri que facilita l'encabiment del peu a la sabata i en altres calçats tancats. S'utilitza com a separador del taló i la part posterior del calçat, per a evitar trepitjar-la i doblegar-la. Hi ajuda una certa rigidesa del calçador i la forma de banda lleugerament còncava que té. Els calçadors poden ser de diversos materials, formes i colors. N'hi ha fets de plàstic, fusta, metall, banya i d'altres materials. Pel que fa a la forma, destaquen els calçadors de mànec llarg, que permeten a les persones amb problemes articulatoris (com molta gent gran) calçar-se sense haver d'ajupir-se.